# Julia Bernstein

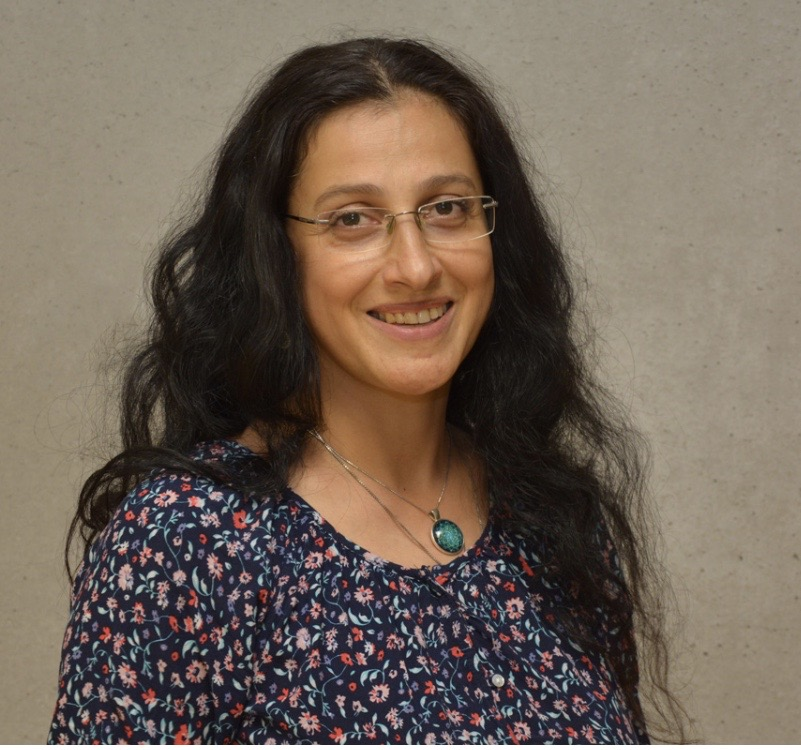
Julia Bernstein, 2020

Julia Bernstein (geboren 1972 in der Ukrainischen SSR, Sowjetunion) ist eine in Deutschland lebende Soziologin. Sie ist Professorin für Diskriminierung und Inklusion in der Einwanderungsgesellschaft an der Frankfurt University of Applied Science. Sie forscht zum Thema Antisemitismus, insbesondere im schulischen Kontext.

## Leben
Julia Bernstein wurde 1972 in der Sowjetunion geboren. Sie studierte Kunstgeschichte, Soziologie und Kulturanthropologie an der Universität Haifa. Im Jahr 2000 beendete sie das Studium mit einem Master und war dann als Tutorin, Forschungsassistentin und Lektorin an Colleges in Israel tätig. 2002 begann sie ihre Dissertation mit dem Titel Food for Thought: Contested Affiliations of Russian-Speaking Jewish Migrants in Israel and Germany. A Study of everyday life and food practices. Im Rahmen der Promotion hielt sie sich für zwei Jahre für eine Feldforschung in Deutschland auf.
Seit 2007 lebt sie permanent in Deutschland, von 2007 bis 2010 war sie Lehrbeauftragte am Institut für Kulturanthropologie und Europäische Ethnologie an der Goethe-Universität in Frankfurt am Main und ebenfalls Lehrbeauftragte an der Fachhochschule Frankfurt am Main. Im Anschluss hatte sie Lehraufträge an der Johannes-Gutenberg-Universität in Mainz inne.
Ab 2010 war Bernstein in Köln als Lehrkraft für besondere Aufgaben am Lehrstuhl Soziologie für Vergleichende Bildungsforschung und Sozialwissenschaften an der Humanwissenschaftlichen Fakultät tätig. 2015 erhielt Bernstein die Professur für Diskriminierung und Inklusion in der Einwanderungsgesellschaft an der Frankfurt University of Applied Science.

## Forschung
Bernstein veröffentlichte 2018 die vielbeachtete Studie „Mach mal keine Judenaktion“ zum Thema Antisemitismus im Bildungswesen. Für die Studie wurden 227 Interviews an 171 Schulen mit jüdischen Schülern, deren Eltern, mit jüdischen und nichtjüdischen Lehrkräften sowie mit Fachleuten aus der Sozialarbeit und aus Bildungsorganisationen geführt. Die Studie war die erste, in der das Erleben von Antisemitismus im Bildungssektor aus jüdischer Perspektive empirisch untersucht wurde. Bernstein kam zu dem Ergebnis, dass Antisemitismus in den vergangenen Jahren zugenommen hat, „salonfähiger“ geworden ist und deutlich offener gezeigt wird. 80 Prozent der Juden in Deutschland fühlten sich vom Judenhass bedroht, 70 Prozent hätten bereits Anfeindungen erlebt. Die Schule sei ein Hauptort für Antisemitismus.
2020 veröffentlichte Bernstein das auf der genannten Studie basierende Buch Antisemitismus an Schulen in Deutschland. Befunde – Analysen – Handlungsoptionen. Sie machte drei Problemschwerpunkte aus, den israelbezogenen Antisemitismus, Antisemitismus und Rassismus sowie Nazisymbolik und Nazirhetorik unter Schülern. Den israelbezogenen Antisemitismus würden viele nicht-jüdische Lehrkräfte „bagatellisieren“, oft weil sie selbst zu wenig Wissen über dieses Thema hätten. Die meisten Lehrkräfte seien im Umgang mit Antisemitismus überfordert, konstatierte sie. Viele Lehrkräfte würden antisemitische Äußerungen übersehen, bewusst bagatellisieren oder es fehle ihnen an Kompetenz, richtig darauf zu reagieren. Es fehlten Sensibilisierung und Fortbildung, etwa in Form von Kursen in diskriminierungskritischer Bildungsvermittlung.
In ihrem 2023 veröffentlichten Essay Zerspiegelte Welten. Antisemitismus und Sprache aus jüdischer Perspektive stellte Bernstein ihre persönliche Wahrnehmung antisemitischer Szenen und Aussagen im Alltag dar.  „Anknüpfend an Monika Schwarz-Friesels Essay Toxische Sprache und geistige Gewalt (2022), skizziert Bernstein heutige Mechanismen antisemitischer Dämonisierung und Abwertung, erweitert den Blick zugleich auf im Alltag fortwirkende Lexeme aus der NS-Zeit und auf sprachliche Verbiegungen, die sich aus einer grundsätzlichen Unsicherheit gegenüber jüdischen Themen und Personen ergeben“, so die Jüdische Allgemeine.

## Veröffentlichungen
- mit Andreas Hövermann, Silke Jensen, Andreas Zick: Jüdische Perspektiven auf Antisemitismus in Deutschland. Ein Studienbericht für den Expertenrat Antisemitismus. Bielefeld 2017.
- „Mach mal keine Judenaktion!“: Herausforderungen und Lösungsansätze in der professionellen Bildungs- und Sozialarbeit gegen Antisemitismus. 2018.
- Antisemitismus an Schulen in Deutschland. Befunde – Analysen – Handlungsoptionen. Verlag Beltz Juventa, Weinheim 2020, ISBN 978-3-7799-6224-3.
- Israelbezogener Antisemitismus. Erkennen – Handeln – Vorbeugen. Verlag Beltz Juventa, Weinheim 2021, ISBN 978-3-7799-6359-2.[12]
- Zerspiegelte Welten: Antisemitismus und Sprache aus jüdischer Perspektive. Verlag Beltz Juventa, Weinheim 2023.
- mit Florian Diddens: Antisemitische Kontinuitäten in Bildern. Wochenschau Verlag, Frankfurt am Main 2023, ISBN 978-3-7344-1524-1.